# Тесть
Тесть — родич, батько дружини, з'являється в результаті укладення шлюбу.
Українське тесть походить від прасл. *tьstь, що пов'язується з *teta, лит. tetà («тітка»); деякі дослідники (О. М. Трубачов) зіставляють його з грец. τέκω, пра-і.є. *tek- («народжую»).